# Lizzo
Melissa Viviane Jefferson (Detroit, Míchigan; 27 de abril de 1988), más conocida por su nombre artístico Lizzo, es una cantante y rapera estadounidense. Aunque nacida en Detroit, Lizzo y su familia se mudaron a Houston cuando ella tenía solo diez años, y desde temprana edad comenzó a mostrar dotes para el canto, además de haber aprendido a tocar la flauta. Adquirió su nombre artístico durante la secundaria, inspirada por la canción «Izzo (H.O.V.A.)» del rapero Jay-Z. Estudió por un breve tiempo en la Universidad de Houston, pero debió abandonarla a causa del fallecimiento de su padre y una fuerte crisis económica.
Lizzo se mudó a la ciudad de Mineápolis en 2011 en busca de una carrera como cantante y publicó dos álbumes bajo un sello independiente, titulados Lizzobangers (2013) y Big Grrrl Small World (2015), los cuales fueron aclamados por la crítica y llamaron la atención de los ejecutivos de Atlantic Records, sello con el que más tarde firmaría un contrato. En 2016, lanzó un EP llamado Coconut Oil, con el que dio un cambio drástico en su estilo musical, pasando a un enfoque más pop en lugar de hip hop. En 2019, Lizzo comenzó a ganar notoriedad gracias a su tema «Juice», que fue su primera canción en ingresar al Billboard Hot 100. Además, lanzó su tercer álbum, Cuz I Love You, que logró la posición seis del Billboard 200. Gracias a un meme de TikTok, su sencillo «Truth Hurts», originalmente lanzado en 2017, se convirtió en un éxito durmiente y escaló las listas hasta lograr el número 1 del Billboard Hot 100. Con ello, temas anteriores de la artista también fueron ganando popularidad, entre estos «Good as Hell», que logró el puesto 3 de dicha lista y el top 10 en otros países del mundo.
Entre sus reconocimientos, Lizzo ha ganado tres Premios Grammy, dos NAACP Image Awards y dos Soul Train Music Awards, además de haber sido nominada tres veces a los American Music Awards y cuatro a los MTV Video Music Awards. Por otra parte, desde los inicios de su carrera, Lizzo se ha caracterizado por promover la aceptación de la imagen corporal y el empoderamiento, además de ser una defensora de los derechos de la comunidad LGBT.

## Biografía

### 1988-2012: primeros años e inicios musicales
Lizzo nació el 27 de abril de 1988 en la ciudad de Detroit, en el estado de Míchigan (Estados Unidos), bajo el nombre de Melissa Viviane Jefferson. A temprana edad, mostró dotes para el canto, y en la escuela siempre se mostró interesada por la clase de música. Aprendió a tocar la flauta desde muy joven. Cuando cumplió diez años de edad, su familia se mudó a la ciudad de Houston, en el estado de Texas, debido a la creciente crisis económica de Detroit. Allí, estudió en la Alief Elsik High School y fundó un grupo musical llamado Cornrow Clique con algunos de sus amigos. En dicha agrupación, se comenzó a presentar bajo el nombre de Lizzo, inspirado por la canción «Izzo (H.O.V.A.)» del rapero Jay-Z. Tras haberse graduado de la secundaria, ingresó a la carrera de Música Clásica en la Universidad de Houston. Sin embargo, en 2009, tras el fallecimiento de su padre, Lizzo abandonó la universidad debido a problemas económicos y comenzó a buscar otras maneras de ingresar a la industria musical. En 2011, se mudó la ciudad de Mineápolis, en el estado de Minnesota, donde comenzó a tocar con varios grupos independientes de música soul, hasta conseguir un contrato bajo el sello independiente Totally Gross National Product.

### 2013-2018:LizzobangersyBig Grrrl Small World

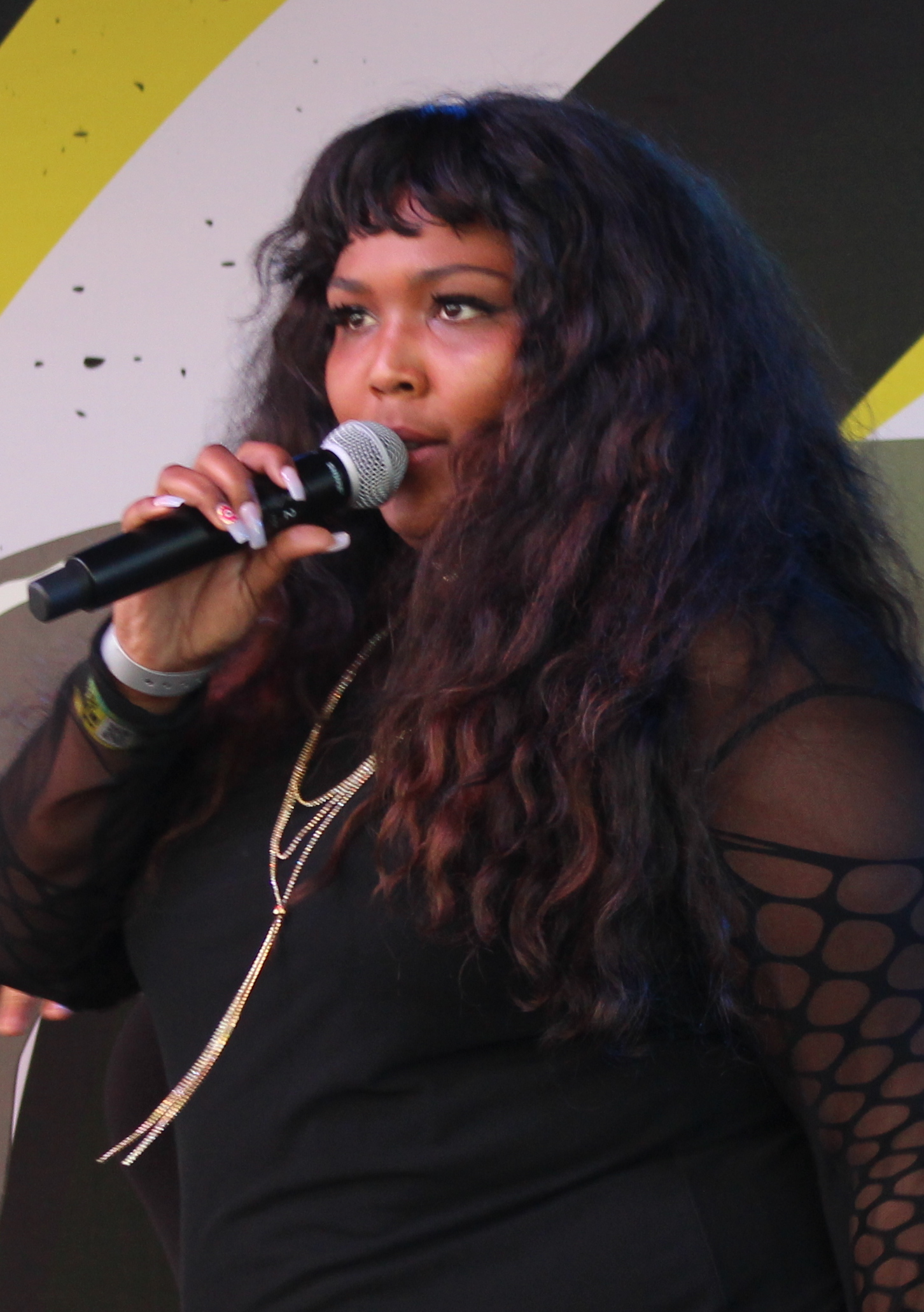
Lizzo cantando en 2017.

Tras haber firmado su contrato, Lizzo comenzó a trabajar en nueva música y en octubre de 2013, lanzó su primer álbum, Lizzobangers, el cual recibió la aclamación de la crítica. Tras ello, la revista Time la consideró uno de los artistas a observar en 2014. Lizzo fue ganando notoriedad en distintas redes sociales, especialmente en Instagram, debido a su personalidad. También realizó distintas presentaciones alrededor de los Estados Unidos para promocionarse y publicó vídeos para sus sencillos «Batches and Cookies», «Wegula» y «Night Watch». Asimismo, trabajó con Prince y 3rdeyegirl en su álbum Plectrumelectrum (2014), lo cual describió como una experiencia «fuera de este mundo». En septiembre de 2014, tuvo una aparición especial en el programa Late Show with David Letterman.
Lizzo comenzó a trabajar en nueva música a lo largo del 2015, hasta finalmente lanzar su segundo álbum Big Grrrl Small World, publicado en diciembre. El álbum también fue aclamado por la crítica y llamó la atención de los ejecutivos de Atlantic Records, quienes le ofrecieron un contrato discográfico en 2016. Tras ello, Lizzo lanzó su primer EP titulado Coconut Oil, el cual incluyó el tema «Good as Hell», que inicialmente no tuvo respuesta por parte del público. Dicho EP marcó un cambio en el estilo de música de la artista, y pasó de ser más pop y soul que hip hop. El disco también tuvo buena respuesta crítica, con la revista Rolling Stone nombrándolo uno de los mejores álbumes pop del 2016. En 2017, Lizzo dio inicio a su primera gira, el Good as Hell Tour, que recorrió distintas ciudades de los Estados Unidos.
En 2018, Lizzo fue telonera de Haim y Florence and the Machine. Por otra parte, la artista comenzó a ganar notoriedad en las redes a causa de su activismo a favor de la aceptación, el empoderamiento y los derechos de la comunidad LGBT. También hizo una aparición en el programa RuPaul's Drag Race durante su décima temporada.

### 2019-2020:Cuz I Love Youy éxito internacional

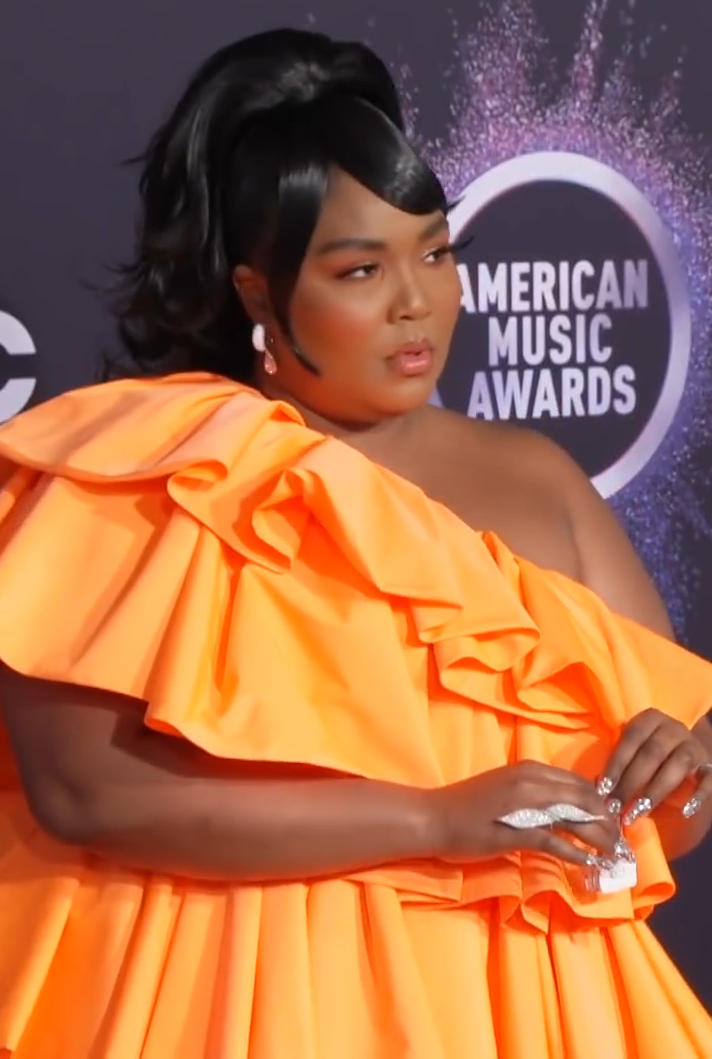
Lizzo durante los American Music Awards de 2019.

En enero de 2019, Lizzo publicó su sencillo «Juice», que se convirtió en su primera canción en ingresar al Billboard Hot 100 de los Estados Unidos, escalando hasta la posición 82. En abril, lanzó su tercer álbum, Cuz I Love You, y cantó por primera vez en Coachella. El álbum logró debutar en la posición seis del Billboard 200 y recibió la aclamación crítica. Ese mismo mes, su sencillo «Truth Hurts», originalmente lanzado en 2017, comenzó a ganar popularidad tras haber sido incluida en la película Someone Great de Netflix. En julio, Lizzo la presentó en vivo en los BET Awards y su actuación recibió buenas comentarios de la prensa. La canción se convirtió en un éxito durmiente, tras ir ascendiendo lentamente en el Billboard Hot 100, hasta que finalmente, a causa de su popularidad en TikTok, alcanzó la primera posición del listado en septiembre, convirtiéndose en el primer número 1 de la artista en los Estados Unidos.
Con el éxito de «Truth Hurts», los anteriores trabajos de Lizzo comenzaron a generar interés en el público, y «Good as Hell», originalmente lanzada en 2016, comenzó a subir en las listas de popularidad. Por ello, fue lanzada una remezcla de la canción que cuenta con la participación de Ariana Grande. Tras ello, «Good as Hell» llegó a la tercera posición del Billboard Hot 100, además de ingresar al top 10 en otros países como Australia, Canadá, Nueva Zelanda y el Reino Unido, convirtiéndose en el mayor éxito de la artista a nivel mundial. Tras su impacto, Lizzo fue nominada por primera vez a los MTV Video Music Awards y los American Music Awards. Asimismo, ganó el premio al Álbum del Año por Cuz I Love You y Vídeo del Año por «Juice» en los Soul Train Music Awards. También apareció en la película Hustlers y prestó su voz para el personaje de Lydia en UglyDolls: Extraordinariamente feos. Con todo, la revista Time la nombró la Artista del Año 2019.
Por otra parte, Lizzo se convirtió en la artista más nominada de los premios Grammy de 2020 con un total de ocho nominaciones, incluidas las cuatro categorías generales; Álbum del Año (Cuz I Love You), Grabación del Año («Truth Hurts»), Canción del Año («Truth Hurts») y Mejor Artista Nuevo. Ganó las categorías de Mejor Álbum Urbano Contemporáneo por Cuz I Love You, Mejor Interpretación Vocal de R&B Tradicional por «Jerome» y Mejor Interpretación Vocal Pop Solista por «Truth Hurts». Lizzo también recibió seis nominaciones a los NAACP Image Awards, de las cuales ganó Artista del Año y Mejor Videoclip gracias a «Juice».

### 2021-presente:Special
A lo largo del primer semestre de 2021, Lizzo estuvo trabajando en lo que sería su cuarto álbum de estudio. El 2 de agosto, anunció que su siguiente sencillo se titularía «Rumors» y sería una colaboración con Cardi B. La canción fue lanzada a nivel mundial el 13 de agosto simultáneamente con su videoclip. Tras ello, alcanzó la cuarta posición del Billboard Hot 100, dando a la artista su tercer top 10. Igualmente, fue nominada a los MTV Video Music Awards como canción del verano. En marzo de 2022, estrenó su propio reality show titulado Lizzo's Watch Out for the Big Grrrls a través de Amazon Prime Video, que recibió una nominación a los Premios Primetime Emmy como mejor programa de competición. Ese mismo mes, lanzó su sencillo «About Damn Time», que alcanzó gran popularidad gracias a un baile realizado en TikTok. Subsecuentemente, la canción alcanzó la primera posición del Billboard Hot 100, marcando el segundo número uno de la artista en los Estados Unidos.
El 15 de julio de 2022, publicó su cuarto álbum de estudio titulado Special, que fue elogiado por la crítica principalmente por la combinación de géneros y el concepto. Se convirtió en su álbum mejor posicionado en los Estados Unidos tras alcanzar el segundo puesto del Billboard 200.
Lizzo colaboró como escritora y productora en el segundo álbum de SZA, aclamado por la crítica SOS, coescribiendo la canción "F2F". Lizzo también colaboró con SZA en el remix de la canción "Special", tema que da título a su álbum homónimo.
El 17 de diciembre de 2022, Lizzo volvió a Saturday Night Live para su tercera aparición como invitada musical, con Austin Butler como anfitrión. Lizzo sustituyó a la banda Yeah Yeah Yeahs debido a que el miembro Nick Zinner tuvo neumonía. En otoño, se embarcó en una gira por Norteamérica, Europa y Oceanía, llamada The Special Tour. 
La película de 2023 Barbie contó con un sencillo original de Lizzo titulado "Pink". Se publicó en Barbie: The Album el 21 de julio del mismo año, con una segunda versión utilizada en la película titulada "Pink (Bad Day)" que se lanzó el 29 de julio.

## Controversias

### Acusaciones de mala conducta
En agosto de 2023, tres ex bailarinas de apoyo presentaron una demanda contra Lizzo y su productora, acusándolas de acoso sexual, discriminación religiosa, discriminación racial, discriminación por discapacidad, agresión, creación de un ambiente de trabajo hostil, y humillación corporal. Tras las acusaciones, un ex director creativo de Lizzo y otro ex bailarín de apoyo mostraron su apoyo a los tres demandantes, diciendo que ambos habían tenido experiencias similares trabajando con Lizzo.
La cineasta Sophia Nahli Allison emitió un comunicado apoyando a las bailarinas. La directora viajó con Lizzo en 2019 para su documental, pero abandonó el proyecto. Allison escribió: "Fui testigo de lo arrogante, egocéntrica y poco amable que es… leer estos informes me hizo darme cuenta de lo peligrosa que era la situación.”
Lizzo negó las acusaciones vertidas contra ella, calificándolas de “increíbles” y “demasiado escandalosas para no ser abordadas".
El 21 de septiembre se presentó otra demanda similar contra Lizzo y su equipo directivo, en la que se alegaban nuevos comportamientos inapropiados entre bastidores, como acoso sexual y racial, discriminación por discapacidad, agresión, consumo de drogas y despido ilegal como represalia. La demandante, la diseñadora de ropa Asha Daniels, había trabajado anteriormente con Lizzo en la gira de su cuarto álbum de estudio Special. Lizzo negó una vez más las acusaciones, y su portavoz la calificó de "absurda demanda publicitaria".
En febrero de 2024, un juez de Los Ángeles rechazó una petición de Lizzo para poner fin a la causa contra ella de las tres bailarinas de apoyo, aunque desestimó algunas acusaciones, incluida una según la cual Lizzo supuestamente había avergonzado por gorda a una de las ex bailarinas, y otra según la cual el equipo de Lizzo supuestamente había discriminado a una persona con discapacidad. Sin embargo, algunas acusaciones de acoso sexual y discriminación racial y religiosa presentadas contra Lizzo y Shirlene Quigley, la capitana del equipo de baile de la cantante, fueron confirmadas por el juez.

## Discografía
Álbumes de estudio
- 2013: Lizzobangers
- 2015: Big Grrrl Small World
- 2019: Cuz I Love You
- 2022: Special
- 2025: Love in Real Life

## Filmografía
| Año  | Título                              | Papel | Notas |
| ---- | ----------------------------------- | ----- | ----- |
| 2019 | UglyDolls: Extraordinariamente feos | Lydia | Voz   |
| 2019 | Hustlers                            | Liz   |       |

| Año        | Título                                   | Papel      | Notas                                        |
| ---------- | ---------------------------------------- | ---------- | -------------------------------------------- |
| 2014       | Made in Chelsea: NYC                     | Ella misma | Temporada 1, episodio 4                      |
| 2014       | Late Show with David Letterman           | Ella misma | Temporada 22, episodio 29                    |
| 2015       | Access Hollywood                         | Ella misma | 1 episodio                                   |
| 2015       | The Late Show with Stephen Colbert       | Ella misma | Temporada 1, episodio 56                     |
| 2016       | Brad Neely's Harg Nallin' Sclopio Peepio | Ella misma | 4 episodios                                  |
| 2016       | Sooo Many White Guys                     | Ella misma | 1 episodio                                   |
| 2016       | The Real                                 | Ella misma | 1 episodio                                   |
| 2016       | Party Legends                            | Ella misma | Episodio «Make Mistakes»                     |
| 2016       | Full Frontal with Samantha Bee           | Ella misma | Episodio «Post-Election»                     |
| 2016       | Wonderland                               | Ella misma | 10 episodios                                 |
| 2017, 2018 | Trivial Takedown                         | Ella misma | 2 episodios                                  |
| 2018       | Articulate with Jim Cotter               | Ella misma | Episodio «Caroline Shaw, Lizzo, Robert Janz» |
| 2018       | Hannibal Buress: Handsome Rambler        | Ella misma | Episodio «The Lizzo Episode»                 |
| 2018       | RuPaul's Drag Race                       | Ella misma | Temporada 10, episodio 10                    |
| 2018       | Yeti! Yeti!                              | Ella misma | Cameo                                        |
| 2019       | The Ellen DeGeneres Show                 | Ella misma | 1 episodio                                   |
| 2019       | The Tonight Show Starring Jimmy Fallon   | Ella misma | 1 episodio                                   |
| 2019       | The Daily Show with Trevor Noah          | Ella misma | 1 episodio                                   |
| 2019       | 2 Dope Queens                            | Ella misma | 1 episodio                                   |
| 2019       | C à vous                                 | Ella misma | 1 episodio                                   |
| 2019       | Neo Magazin Royale                       | Ella misma | 1 episodio                                   |
| 2019       | The Jonathan Ross Show                   | Ella misma | 1 episodio                                   |
| 2019, 2022 | Saturday Night Live                      | Ella misma | 2 episodios                                  |

## Giras musicales
Como artista principal
- Good as Hell Tour (2017)
- Cuz I Love You Tour (2019)
- Cuz I Love You Too Tour (2019)
- The Special Tour (2022)

Como telonera
- Haim – Sister Sister Sister Tour (2018)
- Florence and the Machine – High As Hope Tour (2018)

## Premios y nominaciones
| Año  | Premiación               | Nominada por                       | Categoría                                     | Resultado | Ref.          |
| ---- | ------------------------ | ---------------------------------- | --------------------------------------------- | --------- | ------------- |
| 2019 | American Music Awards    | «Juice»                            | Canción Favorita de Soul/R&B                  | Nominado  | [ 11 ]        |
| 2019 | American Music Awards    | Lizzo                              | Artista Nuevo del Año                         | Nominado  | [ 11 ]        |
| 2019 | American Music Awards    | Lizzo                              | Artista Femenina Favorita de Soul/R&B         | Nominado  | [ 11 ]        |
| 2019 | BET Awards               | Lizzo                              | Mejor Artista Femenina de Hip Hop             | Nominado  | [ 48 ]        |
| 2019 | BET Hip Hop Awards       | Cuz I Love You                     | Álbum del Año                                 | Nominado  | [ 48 ]        |
| 2019 | BET Hip Hop Awards       | «Tempo»                            | Mejor Canción con Mensaje                     | Nominado  | [ 48 ]        |
| 2019 | MTV Europe Music Awards  | Lizzo                              | Mejor Artista Nuevo                           | Nominado  | [ 49 ]        |
| 2019 | MTV Europe Music Awards  | Lizzo                              | Mejor Artista Push                            | Nominado  | [ 49 ]        |
| 2019 | MTV Europe Music Awards  | Lizzo                              | Mejor Artista Estadounidense                  | Nominado  | [ 49 ]        |
| 2019 | MTV Video Music Awards   | Lizzo                              | Mejor Artista Nuevo                           | Nominado  | [ 12 ]        |
| 2019 | MTV Video Music Awards   | Lizzo                              | Mejor Artista Push                            | Nominado  | [ 12 ]        |
| 2019 | MTV Video Music Awards   | «Truth Hurts»                      | Canción del Verano                            | Nominado  | [ 12 ]        |
| 2019 | MTV Video Music Awards   | «Tempo»                            | Mejor Himno de Empoderamiento                 | Nominado  | [ 12 ]        |
| 2019 | Soul Train Music Awards  | «Juice»                            | Canción del Año                               | Nominado  | [ 8 ]         |
| 2019 | Soul Train Music Awards  | «Juice»                            | Vídeo del Año                                 | Ganador   | [ 8 ]         |
| 2019 | Soul Train Music Awards  | «Juice»                            | Composición del Año                           | Nominado  | [ 8 ]         |
| 2019 | Soul Train Music Awards  | «Juice»                            | Mejor Canción Dance                           | Nominado  | [ 8 ]         |
| 2019 | Soul Train Music Awards  | Cuz I Love You                     | Álbum del Año                                 | Ganador   | [ 8 ]         |
| 2019 | Soul Train Music Awards  | Lizzo                              | Mejor Artista Femenina de R&B/Soul            | Nominado  | [ 8 ]         |
| 2019 | Teen Choice Awards       | Lizzo                              | Artista Revelación                            | Nominado  | [ 50 ]        |
| 2019 | Teen Choice Awards       | Lizzo                              | Artista Femenina del Verano                   | Nominado  | [ 50 ]        |
| 2019 | Teen Choice Awards       | «Truth Hurts»                      | Canción del Verano                            | Nominado  | [ 50 ]        |
| 2020 | ARIA Music Awards        | Lizzo                              | Mejor Artista Internacional                   | Nominado  | [ 51 ]        |
| 2020 | BET Awards               | Lizzo                              | Artista Destacado                             | Nominado  | [ 52 ]        |
| 2020 | BET Awards               | Lizzo                              | Mejor Artista Femenina de R&B/Pop             | Ganador   | [ 52 ]        |
| 2020 | BET Awards               | Lizzo                              | Mejor Artista Femenina de Hip Hop             | Nominado  | [ 52 ]        |
| 2020 | BET Awards               | Cuz I Love You                     | Álbum del Año                                 | Nominado  | [ 52 ]        |
| 2020 | Billboard Music Awards   | Lizzo                              | Mejor Artista Nuevo                           | Nominado  | [ 53 ] [ 54 ] |
| 2020 | Billboard Music Awards   | Lizzo                              | Mejor Artista Femenina                        | Nominado  | [ 53 ] [ 54 ] |
| 2020 | Billboard Music Awards   | Lizzo                              | Artista más Vendida (Canciones)               | Ganador   | [ 53 ] [ 54 ] |
| 2020 | Billboard Music Awards   | Lizzo                              | Artista más Sonada en Radios                  | Nominado  | [ 53 ] [ 54 ] |
| 2020 | Billboard Music Awards   | Lizzo                              | Mejor Artista R&B                             | Nominado  | [ 53 ] [ 54 ] |
| 2020 | Billboard Music Awards   | Lizzo                              | Mejor Artista Femenina R&B                    | Nominado  | [ 53 ] [ 54 ] |
| 2020 | Billboard Music Awards   | «Truth Hurts»                      | Mejor Canción Hot 100                         | Nominado  | [ 53 ] [ 54 ] |
| 2020 | Billboard Music Awards   | «Truth Hurts»                      | Canción más Vendida                           | Nominado  | [ 53 ] [ 54 ] |
| 2020 | Billboard Music Awards   | «Truth Hurts»                      | Canción más Sonada en Radios                  | Nominado  | [ 53 ] [ 54 ] |
| 2020 | Billboard Music Awards   | «Truth Hurts»                      | Mejor Canción Rap                             | Nominado  | [ 53 ] [ 54 ] |
| 2020 | Billboard Music Awards   | «Good as Hell»                     | Mejor Canción R&B                             | Nominado  | [ 53 ] [ 54 ] |
| 2020 | Grammy Awards            | «Truth Hurts»                      | Grabación del año                             | Nominado  | [ 10 ]        |
| 2020 | Grammy Awards            | «Truth Hurts»                      | Canción del año                               | Nominado  | [ 10 ]        |
| 2020 | Grammy Awards            | «Truth Hurts»                      | Mejor Interpretación Vocal Pop Solista        | Ganador   | [ 10 ]        |
| 2020 | Grammy Awards            | Cuz I Love You                     | Álbum del año                                 | Nominado  | [ 10 ]        |
| 2020 | Grammy Awards            | Cuz I Love You                     | Mejor Álbum Urbano Contemporáneo              | Ganador   | [ 10 ]        |
| 2020 | Grammy Awards            | Lizzo                              | Mejor Artista Nuevo                           | Nominado  | [ 10 ]        |
| 2020 | Grammy Awards            | «Exactly How I Feel»               | Mejor Interpretación de R&B                   | Nominado  | [ 10 ]        |
| 2020 | Grammy Awards            | «Jerome»                           | Mejor Interpretación Vocal de R&B Tradicional | Ganador   | [ 10 ]        |
| 2020 | iHeartRadio Music Awards | Lizzo                              | Artista Femenina del Año                      | Nominado  | [ 55 ]        |
| 2020 | iHeartRadio Music Awards | Lizzo                              | Mejor Artista Nuevo Pop                       | Ganador   | [ 55 ]        |
| 2020 | iHeartRadio Music Awards | Lizzo                              | Mejor Artista Nuevo Hip Hop                   | Nominado  | [ 55 ]        |
| 2020 | iHeartRadio Music Awards | «Truth Hurts»                      | Canción del Año                               | Ganador   | [ 55 ]        |
| 2020 | iHeartRadio Music Awards | «Juice»                            | Mejor Letra                                   | Nominado  | [ 55 ]        |
| 2020 | iHeartRadio Music Awards | «Good as Hell» (con Ariana Grande) | Mejor Rememezcla                              | Nominado  | [ 55 ]        |
| 2020 | MTV Video Music Awards   | «Cuz I Love You»                   | Mejor Vídeo R&B                               | Nominado  | [ 56 ] [ 57 ] |
| 2020 | MTV Video Music Awards   | «Good as Hell»                     | Mejor Edición                                 | Nominado  | [ 56 ] [ 57 ] |
| 2020 | NAACP Image Awards       | Lizzo                              | Artista del Año                               | Ganador   | [ 9 ]         |
| 2020 | NAACP Image Awards       | Lizzo                              | Mejor Artista Femenina                        | Nominado  | [ 9 ]         |
| 2020 | NAACP Image Awards       | Cuz I Love You                     | Álbum del Año                                 | Nominado  | [ 9 ]         |
| 2020 | NAACP Image Awards       | «Juice»                            | Mejor Videoclip                               | Ganador   | [ 9 ]         |
| 2020 | NAACP Image Awards       | «Juice»                            | Mejor Canción Contemporánea                   | Nominado  | [ 9 ]         |
| 2020 | NAACP Image Awards       | «Jerome»                           | Mejor Canción Tradicional                     | Nominado  | [ 9 ]         |
| 2020 | Soul Train Music Awards  | «Good as Hell»                     | Vídeo del Año                                 | Nominado  | [ 58 ]        |
| 2021 | iHeartRadio Music Awards | «Adore You»                        | Mejor Versión                                 | Nominado  | [ 59 ]        |
| 2021 | MTV Video Music Awards   | «Rumors»                           | Canción del Verano                            | Nominado  | [ 31 ]        |
| 2022 | MTV Video Music Awards   | Lizzo                              | Artista del Año                               | Nominado  | [ 60 ] [ 61 ] |
| 2022 | MTV Video Music Awards   | «About Damn Time»                  | Canción del Año                               | Nominado  | [ 60 ] [ 61 ] |
| 2022 | MTV Video Music Awards   | «About Damn Time»                  | Mejor Vídeo Pop                               | Nominado  | [ 60 ] [ 61 ] |
| 2022 | MTV Video Music Awards   | «About Damn Time»                  | Vídeo por un Bien                             | Ganador   | [ 60 ] [ 61 ] |
| 2022 | MTV Video Music Awards   | «About Damn Time»                  | Canción del Verano                            | Nominado  | [ 60 ] [ 61 ] |
| 2023 | Grammy Awards            | «About Damn Time»                  | Grabación del año                             | Ganador   |               |